# Gouverneur du Ceylan britannique
Le gouverneur du Ceylan britannique fut le représentant du Ceylan britannique entre 1795 à 1948.
De ce fait, le gouverneur était le président du Conseil exécutif, et le commandant en chef de l'armée britannique au Ceylan.

## Nomination
Le gouverneur est nommé par le monarque britannique sur l'avis du premier ministre et du secrétaire d'État des colonies.
Il possède le pouvoir exécutif à Ceylan, malgré la domination britannique.

## Liste des Gouverneurs
| #                                      | Portrait | Nom                                     | Date de naissance  | Date de décès     | Gouverneur de     | Gouverneur à      | Monarque                        |
| -------------------------------------- | -------- | --------------------------------------- | ------------------ | ----------------- | ----------------- | ----------------- | ------------------------------- |
| Gouverneurs militaires (1795–1798)     |          |                                         |                    |                   |                   |                   |                                 |
| 1                                      |          | Patrick Alexander Agnew (à Trincomalee) | 1765               | 1813              | août 1795         | 1er mars 1796     | George III                      |
| 2                                      |          | James Stuart                            | 1741               | 1815              | 1er mars 1796     | 1er janvier 1797  | George III                      |
| 3                                      |          | Welbore Ellis Doyle                     | 1758               | 1797              | 1er janvier 1797  | 2 juillet 1797    | George III                      |
| 4                                      |          | Peter Bonnevaux                         | 1752               | 1797              | 2 juillet 1797    | 12 juillet 1797   | George III                      |
| 5                                      |          | Pierre Frédéric de Meuron               | 1746               | 1813              | 12 juillet 1797   | 12 octobre 1798   | George III                      |
| Résident et Superintendant (1796-1798) |          |                                         |                    |                   |                   |                   |                                 |
| 1                                      |          | Robert Andrews                          | -                  | -                 | 12 février 1796   | 12 octobre 1798   | George III                      |
| Gouverneurs (1798–1948)                |          |                                         |                    |                   |                   |                   |                                 |
| 1                                      |          | Frederick North                         | 7 février 1766     | 14 octobre 1827   | 12 octobre 1798   | 19 juillet 1805   | George III                      |
| 2                                      |          | Thomas Maitland                         | 1759               | 1824              | 19 juillet 1805   | 19 mars 1811      | George III                      |
|                                        |          | John Wilson                             | 1780               | 1856              | 19 mars 1811      | 11 mars 1812      | George III                      |
| 3                                      |          | Robert Brownrigg                        | 1759               | 27 avril 1833     | 11 mars 1812      | 1er février 1820  | George III                      |
|                                        |          | Edward Barnes                           | 1776               | 19 mars 1838      | 1er février 1820  | 2 février 1822    | George III George IV            |
| 4                                      |          | Edward Paget                            | 3 novembre 1775    | 13 mai 1849       | 2 février 1822    | 6 novembre 1822   | George IV                       |
|                                        |          | James Campbell                          | -                  | -                 | 6 novembre 1822   | 18 janvier 1824   | George IV                       |
| 5                                      |          | Edward Barnes                           | 1776               | 19 mars 1838      | 18 janvier 1824   | 13 octobre 1831   | George IV Guillaume IV          |
|                                        |          | John Wilson                             | 1780               | 1856              | 13 octobre 1831   | 23 octobre 1831   | Guillaume IV                    |
| 6                                      |          | Robert Wilmot-Horton                    | 21 décembre 1784   | 31 mai 1841       | 23 octobre 1831   | 7 novembre 1837   | Guillaume IV Victoria           |
| 7                                      |          | James Alexander Stewart-Mackenzie       | 23 septembre 1784  | 24 septembre 1843 | 7 novembre 1837   | 15 avril 1841     | Victoria                        |
| 8                                      |          | Colin Campbell                          | 1776               | 13 juin 1847      | 15 avril 1841     | 19 avril 1847     | Victoria                        |
|                                        |          | James Emerson Tennent                   | 7 avril 1804       | 6 mars 1869       | 19 avril 1847     | 29 mai 1847       | Victoria                        |
| 9                                      |          | Vicomte Torrington                      | 9 septembre 1812   | 27 avril 1884     | 29 mai 1847       | 18 octobre 1850   | Victoria                        |
|                                        |          | Charles Justin MacCarthy                | 1811               | 1864              | 18 octobre 1850   | 27 novembre 1850  | Victoria                        |
| 10                                     |          | George William Anderson]                | 1791               | 12 mars 1857      | 27 novembre 1850  | 18 janvier 1855   | Victoria                        |
|                                        |          | Charles Justin MacCarthy                | 1811               | 1864              | 18 janvier 1855   | 11 mai 1855       | Victoria                        |
| 11                                     |          | Henry George Ward                       | 1797               | 1860              | 11 mai 1855       | 30 juin 1860      | Victoria                        |
|                                        |          | Henry Frederick Lockyer                 | 1797               | 1860              | 30 juin 1860      | 30 juillet 1860   | Victoria                        |
|                                        |          | Charles Edmund Wilkinson                | 1807               | 1870              | 30 juillet 1860   | 22 octobre 1860   | Victoria                        |
| 12                                     |          | Charles Justin MacCarthy                | 1811               | 1864              | 22 octobre 1860   | 1er décembre 1863 | Victoria                        |
|                                        |          | Terence O'Brien                         | -                  | -                 | 1er décembre 1863 | 21 mars 1865      | Victoria                        |
|                                        |          | Hercules Robinson                       | 19 décembre 1824   | 28 octobre 1897   | 21 mars 1865      | 16 mai 1865       | Victoria                        |
| 13                                     |          | Hercules Robinson                       | 19 décembre 1824   | 28 octobre 1897   | 16 mai 1865       | 4 janvier 1872    | Victoria                        |
|                                        |          | Henry Turner Irving                     | 1833               | 1923              | 4 janvier 1872    | 4 mars 1872       | Victoria                        |
| 14                                     |          | William Henry Gregory                   | 12 juillet 1817    | 6 mars 1892       | 4 mars 1872       | 4 septembre 1877  | Victoria                        |
| 15                                     |          | James Robert Longden                    | 7 juillet 1827     | 4 octobre 1891    | 4 septembre 1877  | 10 juillet 1883   | Victoria                        |
|                                        |          | John Douglas                            | 5 décembre 1835    | 22 août 1885      | 10 juillet 1883   | 3 décembre 1883   | Victoria                        |
| 16                                     |          | Arthur Hamilton-Gordon                  | 26 novembre 1829   | 30 janvier 1912   | 3 décembre 1883   | 28 mai 1890       | Victoria                        |
| 17                                     |          | Arthur Elibank Havelock                 | 21 février 1844    | 25 juin 1908      | 28 mai 1890       | 24 octobre 1895   | Victoria                        |
|                                        |          | Edward Noël Walker                      | 1842               | 1908              | 24 octobre 1895   | 10 février 1896   | Victoria                        |
| 18                                     |          | Joseph West Ridgeway                    | 16 mai 1844        | 16 avril 1930     | 10 février 1896   | 19 novembre 1903  | Victoria Édouard VII            |
|                                        |          | Sir Everard im Thurn                    | 9 mai 1852         | 9 octobre 1932    | 19 novembre 1903  | 3 décembre 1903   | Édouard VII                     |
| 19                                     |          | Henry Arthur Blake                      | 8 janvier 1840     | 13 février 1918   | 3 décembre 1903   | 11 juillet 1907   | Édouard VII                     |
|                                        |          | Hugh Clifford                           | 5 mars 1866        | 18 décembre 1941  | 11 juillet 1907   | 24 août 1907      | Édouard VII                     |
| 20                                     |          | Henry Edward McCallum                   | 28 octobre 1852    | 24 novembre 1919  | 24 août 1907      | 24 janvier 1913   | Édouard VII George V            |
|                                        |          | Reginald Edward Stubbs                  | 13 octobre 1876    | 7 décembre 1947   | 24 janvier 1913   | 18 octobre 1913   | George V                        |
| 21                                     |          | Robert Chalmers                         | 18 août 1858       | 17 novembre 1938  | 18 octobre 1913   | 4 décembre 1915   | George V                        |
|                                        |          | Reginald Edward Stubbs                  | 13 octobre 1876    | 7 décembre 1947   | 4 décembre 1915   | 15 avril 1916     | George V                        |
| 22                                     |          | John Anderson                           | 23 juin 1858       | 24 mars 1918      | 15 avril 1916     | 24 mars 1918      | George V                        |
|                                        |          | Reginald Edward Stubbs                  | 13 octobre 1876    | 7 décembre 1947   | 24 mars 1918      | 10 septembre 1918 | George V                        |
| 23                                     |          | William Henry Manning                   | 19 juillet 1863    | 1er janvier 1932  | 10 septembre 1918 | 1er avril 1925    | George V                        |
|                                        |          | Cecil Clementi                          | 1er septembre 1875 | 5 avril 1947      | 1er avril 1925    | 18 octobre 1925   | George V                        |
|                                        |          | Edward Bruce Alexander                  | 1872               | 1955              | 18 octobre 1925   | 30 novembre 1925  | George V                        |
| 24                                     |          | Hugh Clifford                           | 5 mars 1866        | 18 décembre 1941  | 30 novembre 1925  | juin 1927         | George V                        |
|                                        |          | Arthur George Murchison Fletcher        | 27 septembre 1878  | 9 avril 1954      | juin 1927         | 20 août 1928      | George V                        |
| 25                                     |          | Herbert Stanley                         | 25 juillet 1872    | 5 juin 1955       | 20 août 1928      | 11 février 1931   | George V                        |
|                                        |          | Bernard Henry Bourdillon                | 3 décembre 1883    | 6 février 1948    | 11 février 1931   | 11 avril 1931     | George V                        |
| 26                                     |          | Graeme Thomson                          | 1875               | 1933              | 11 avril 1931     | 20 septembre 1933 | George V                        |
|                                        |          | Graeme Tyrrell                          | 1876               | 1964              | 20 septembre 1933 | 23 décembre 1933  | George V                        |
| 27                                     |          | Reginald Edward Stubbs                  | 13 octobre 1876    | 7 décembre 1947   | 23 décembre 1933  | 30 juin 1937      | George V Édouard VIII George VI |
|                                        |          | Maxwell MacLagan Wedderburn             | 25 mars 1883       | 30 juin 1953      | 30 juin 1937      | 16 octobre 1937   | George VI                       |
| 28                                     |          | Andrew Caldecott                        | 26 octobre 1884    | 14 juillet 1951   | 16 octobre 1937   | 19 septembre 1944 | George VI                       |
| 29                                     |          | Henry Monck-Mason Moore                 | 18 mars 1887       | 26 mars 1964      | 19 septembre 1944 | 4 février 1948    | George VI                       |